# Gerardo Altuna
Gerardo Altuna Garces (Piura, Perú, 7 de abril de 1939) es un exfutbolista peruano que se desempeñaba como armador y también de delantero.
Fue parte del plantel que participó en Juegos Olímpicos de 1960.
Su sobrino Javier Marquez Altuna también se inició en el Estrella Roja de Piura y debutó en Sporting Cristal 2 años después en 1962.

## Trayectoria
Tras jugar en Estrella Roja de Piura, debutó como profesional en 1960 en Sporting Cristal, al año siguiente consigue el título.
En 1962 jugaría por Deportivo Municipal, luego por Sport Boys y después en Íntimos de la Legua de la Segunda División del Perú en 1964, ese año también participó en las Olimpiadas Universitarias Nacionales con la UNFV, realizadas en Arequipa.
A inicios de los 80s laboró en el rubro bancario.

## Clubes
| Club                   | País | Año         |
| ---------------------- | ---- | ----------- |
| Estrella Roja de Piura | Perú | 1958 - 1959 |
| Sporting Cristal       | Perú | 1960 - 1961 |
| Deportivo Municipal    | Perú | 1962        |
| Sport Boys             | Perú | 1963        |
| Íntimos de la Legua    | Perú | 1964        |

## Palmarés
| Título                    | Club             | País | Año  |
| ------------------------- | ---------------- | ---- | ---- |
| Primera División del Perú | Sporting Cristal | Perú | 1961 |